# Albert Starr
Albert Starr (* 1. Juni 1926 in New York City; † 11. Dezember 2024) war ein amerikanischer Herzchirurg und Miterfinder der Starr-Edwards-Kugelklappe, einer künstlichen Herzklappe als Mitralklappenersatz, die er 1960 erstmals erfolgreich einpflanzte.

## Leben

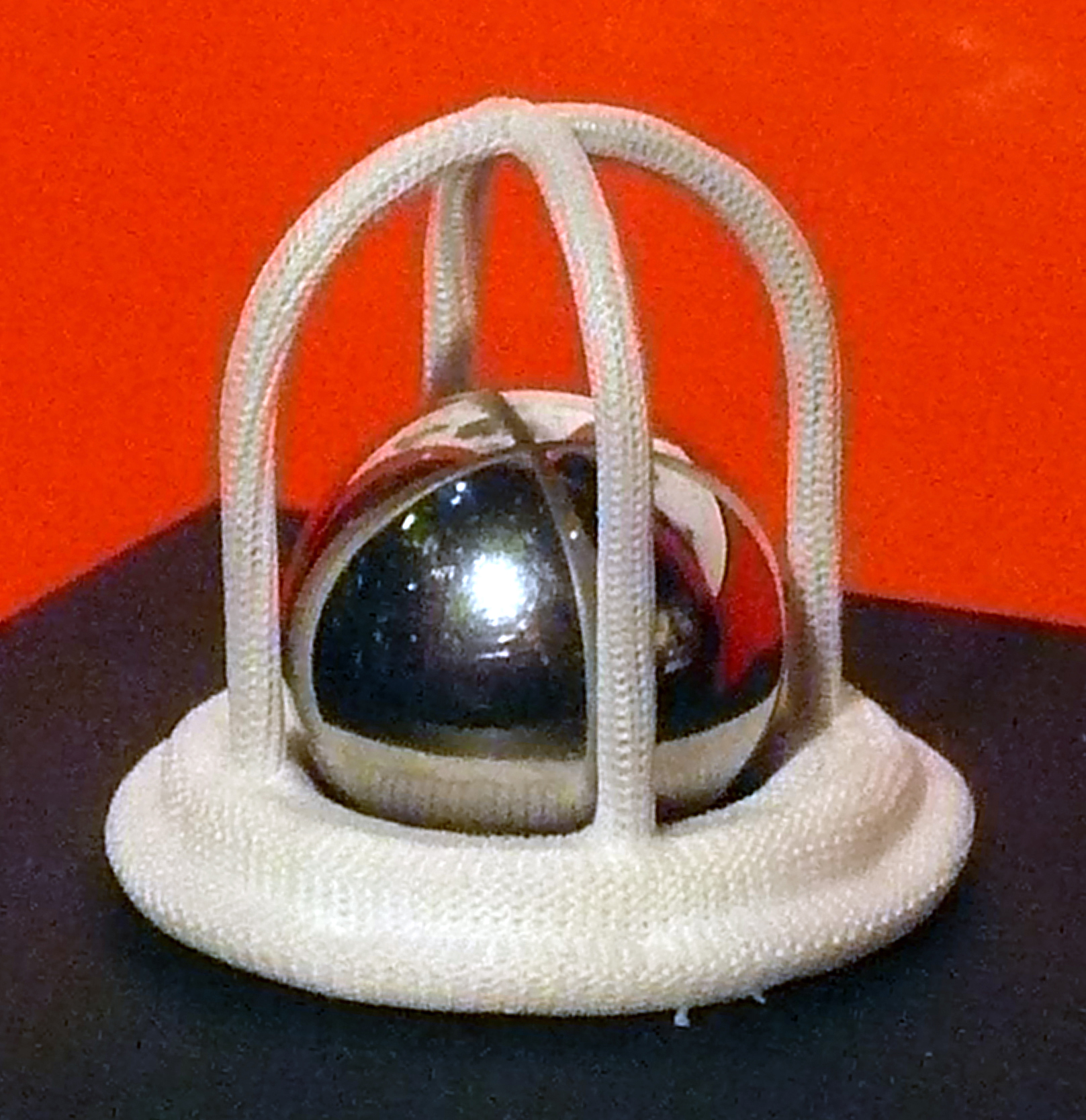
Starr-Edwards-Mitralklappenprothese (im Science Museum, London)

Albert Starr studierte am Columbia College der Columbia University. Er schloss sein Medizinstudium 1946 ab und promovierte anschließend bis 1949 am Columbia University College für Ärzte und Chirurgen.
Als Assistenzarzt arbeitete er zunächst am Johns Hopkins Hospital und absolvierte seine Ausbildung zum Facharzt in Allgemein- und Herzchirurgie am Bellevue Hospital Center und dem NewYork-Presbyterian Hospital der Columbia University. Ab 1952 diente Starr im U.S. Army Medical Corps in Korea, wo er während des Koreakriegs in einem mobilen Operationszentrum Herzoperationen durchführte. Nach seiner Rückkehr in die Vereinigten Staaten war er bis 1957 Assistenzarzt in der Chirurgie der Columbia University und zog dann nach Oregon, wo er als Spezialist für Operationen am offenen Herzen an der University of Oregon Medical School (heute Oregon Health and Science University) arbeitete.
Starr arbeitete als Ausbilder in der Chirurgie der University of Portland, als er im September 1958 den Ingenieur Lowell M. Edwards (1898–1982) traf. Edwards hatte sich schon länger mit dem Entwurf eines künstlichen Herzens beschäftigt und ihn Starr vorgestellt, doch der junge Arzt hielt den Prototyp von Edwards für zu kompliziert. Gemeinsam entwarfen die beiden in nur wenigen Wochen stattdessen eine Herzklappenprothese: In einem Edelstahlkäfig aus vier Bügeln und einem Fixierungsring mit Teflon-Strickgewebe befindet sich eine Kugel aus Silikonkautschuk oder Edelstahl, die den Ring mit der Kontraktion des Herzens wie ein Kugelventil schließt und öffnet. Starr testete diese Prothese erfolgreich an Hunden (mit Kugelventilen in Mitralposition) und nachdem die auftretenden Komplikationen 1960 beherrschbar schienen, entschloss sich der Chirurg zur Verpflanzung in einen Menschen. Edwards gründete gemeinsam mit drei Investoren die „Edwards Laboratories“ um die Herzklappen herzustellen und Starr suchte mit Unterstützung des Chefarztes der Herzchirurgie Herbert E. Griswold Patienten aus, die an einer schweren Mitralklappeninsuffizienz litten.
Im August 1960 wagte Starr einen ersten Versuch: Die Patientin litt an einer schweren Herzinsuffizienz und zwei Versuche, die Herzklappen zu reparieren, waren gescheitert. Die Patientin überlebte die Operation, starb aber kurz nach dem Eingriff an einer Luftembolie. Am 21. September 1960 wagte Starr einen zweiten Versuch und verpflanzte einem älteren Patienten eine künstliche Herzklappe. Die Operation gelang und der Patient starb erst 10 Jahre später an einem Sturz von einer Leiter. Seither wurden rund 250.000 Starr-Edwards-Herzklappen eingesetzt.
In den folgenden Jahren verbesserten Starr und Edwards ihr Modell weiter. Gemeinsam entwickelten die beiden außerdem mehrere Herzschrittmacher.
1986 wurde Starr Leiter des Institutes für Herz- und Gefäßchirurgie des Providence St. Vincent Medical Center. 2011 kehrte Starr als Emeritus als Sonderberater an die Oregon Health & Science University zurück und war Professor für Kardiologie an der University of Oregon Medical School.
Albert Starr starb im Dezember 2024 im Alter von 98 Jahren.

## Auszeichnungen
2007 erhielt Starr den Lasker~DeBakey Clinical Medical Research Award für herausragende Leistungen in der klinischen Forschung.

## Veröffentlichungen

### Bücher
- mit Edward A. Lefrak: Cardiac valve prostheses. Appleton-Century-Crofts, New York, 1979.
- mit Bradley J. Harlan, Fredric M. Harwin: Manual of cardiac surgery. Springer-Verlag, New York, 1980 (deutsche Erstausgabe: Manual der Herzchirurgie. Springer, Berlin, 1983).
- mit Bradley J. Harlan, Fredric M. Harwin: Illustrated handbook of cardiac surgery. Springer, New York, 1996.

### Aufsätze
- mit Lowell M. Edwards: Mitral Replacement: Clinical Experience with a Ball-Valve Prosthesis. In: Annals of Surgery 154, 1961, S. 726–740.
- mit E. Andreas Agathos: Mitral valve replacement. In: Current Problems in Surgery, Jahrgang 30, Nr. 6, St. Louis, 1993, S. 483–592.